# 2012-es WEC Silverstone-i 6 órás verseny
| Pályarajz | Pályarajz                | Pályarajz                                       |
| --------- | ------------------------ | ----------------------------------------------- |
|           |                          |                                                 |
| Győztesek |                          |                                                 |
| Kategória | Csapat                   | Versenyzők                                      |
| LMP1      | #1 Audi Sport Team Joest | André Lotterer Marcel Fässler Benoît Tréluyer   |
| LMP2      | #25 ADR-Delta            | John Martin Robbie Kerr Tor Graves              |
| LMGTE Pro | #51 AF Corse             | Giancarlo Fisichella Gianmaria Bruni            |
| LMGTE Am  | #61 AF Corse-Waltrip     | Piergiuseppe Perazzini Marco Cioci Matt Griffin |

A 2012-es WEC Silverstone-i 6 órás verseny a Hosszútávú-világbajnokság 2012-es szezonjának negyedik futama volt, amelyet augusztus 24. és augusztus 26. között tartottak meg a Silverstone Circuit versenypályán. A fordulót André Lotterer, Marcel Fässler és Benoît Tréluyer triója nyerte meg, akik a hibridhajtású Audi Sport Team Joest csapatának versenyautóját vezették.

## Időmérő
A kategóriák leggyorsabb versenyzői vastaggal vannak kiemelve.
| Poz. | Kategória | Csapat                      | Átlagidő | Különbség | Rajthely |
| ---- | --------- | --------------------------- | -------- | --------- | -------- |
| 1.   | LMP1      | #1 Audi Sport Team Joest    | 1:43,663 |           | 1        |
| 2.   | LMP1      | #2 Audi Sport Team Joest    | 1:43,673 | +0,010    | 2        |
| 3.   | LMP1      | #7 Toyota Racing            | 1:44,441 | +0,748    | 3        |
| 4.   | LMP1      | #21 Strakka Racing          | 1:46.160 | +2,497    | 4        |
| 5.   | LMP1      | #12 Rebellion Racing        | 1:46,207 | +2,544    | 5        |
| 6.   | LMP1      | #13 Rebellion Racing        | 1:46,234 | +2,571    | 6        |
| 7.   | LMP1      | #22 JRM                     | 1:46,758 | +3,095    | 7        |
| 8.   | LMP2      | #42 Greaves Motorsport      | 1:49,964 | +6,301    | 8        |
| 9.   | LMP2      | #44 Starworks Motorsport    | 1:49,997 | +6,334    | 9        |
| 10.  | LMP2      | #25 ADR-Delta               | 1:50,129 | +6,466    | 10       |
| 11.  | LMP2      | #38 Jota                    | 1:50,165 | +6,502    | 11       |
| 12.  | LMP2      | #48 Murphy Prototypes       | 1:50,250 | +6,587    | 12       |
| 13.  | LMP2      | #23 Signatech-Nissan        | 1:50,624 | +6,961    | 13       |
| 14.  | LMP2      | #32 Lotus                   | 1:50,688 | +7,025    | —[a]     |
| 15.  | LMP2      | #49 PeCom Racing            | 1:50,775 | +7,112    | 14       |
| 16.  | LMP2      | #35 OAK Racing              | 1:50,851 | +7,188    | 15       |
| 17.  | LMP2      | #30 Status GP               | 1:50,919 | +7,256    | 16       |
| 18.  | LMP2      | #41 Greaves Motorsport      | 1:50,993 | +7,330    | 17       |
| 19.  | LMP2      | #24 OAK Racing              | 1:51,283 | +7,620    | 18       |
| 20.  | LMP2      | #26 Signatech-Nissan        | 1:51,942 | +8,272    | 19       |
| 21.  | LMP2      | #31 Lotus                   | 1:53,349 | +9,686    | 20       |
| 22.  | LMP2      | #29 Gulf Racing Middle East | 1:54,476 | +10,813   | 21       |
| 23.  | LMGTE Pro | #77 Team Felbermayr-Proton  | 2:09,564 | +25,901   | 22       |
| 24.  | LMGTE Pro | #66 JMW Motorsport          | 2:10,018 | +26,355   | 23       |
| 25.  | LMGTE Pro | #51 AF Corse                | 2:10,481 | +26,818   | 24       |
| 26.  | LMGTE Am  | #98 Aston Martin Racing     | 2:12,525 | +28,862   | 25       |
| 27.  | LMGTE Am  | #88 Team Felbermayr-Proton  | 2:12,965 | +29,302   | 26       |
| 28.  | LMGTE Pro | #97 Aston Martin Racing     | 2:14,150 | +31,487   | 27       |
| 29.  | LMGTE Pro | #71 AF Corse                | 2:15,153 | +31,490   | 28       |
| 30.  | LMGTE Am  | #61 AF Corse-Waltrip        | 2:15,491 | +31,828   | 29       |
| 31.  | LMGTE Am  | #57 Krohn Racing            | 2:15,608 | +31,945   | 30       |
| 32.  | LMGTE Am  | #55 JWA-Avila               | 2:16,466 | +32,803   | 31       |
| 33.  | LMGTE Am  | #99 Aston Martin Racing     | 2:16,717 | +33,054   | 32       |
| 34.  | LMGTE Am  | #50 Larbre Compétition      | 2:16,907 | +33,244   | 33       |
| 35.  | LMGTE Am  | #70 Larbre Compétition      | 2:17,261 | +33,598   | 34       |

Megjegyzés:
- ↑ a:  A #32-es Lotus egysége a boxutcából rajtolt.

## Verseny
A résztvevőknek legalább a versenytáv 70%-át (136 kört) teljesíteniük kellett ahhoz, hogy az elért eredményüket értékeljék. A kategóriák leggyorsabb versenyzői vastaggal vannak kiemelve.
| Helyezés | Kategória | #  | Csapat                  | Versenyzők                                                   | Kasztni                                 | Gumi | Kör | Idő/Hátrány/Kiesés |
| Helyezés | Kategória | #  | Csapat                  | Versenyzők                                                   | Motor                                   | Gumi | Kör | Idő/Hátrány/Kiesés |
| -------- | --------- | -- | ----------------------- | ------------------------------------------------------------ | --------------------------------------- | ---- | --- | ------------------ |
| 1.       | LMP1      | 1  | Audi Sport Team Joest   | André Lotterer Marcel Fässler Benoît Tréluyer                | Audi R18 e-tron quattro                 | M    | 194 | 6:00:39,594        |
| 1.       | LMP1      | 1  | Audi Sport Team Joest   | André Lotterer Marcel Fässler Benoît Tréluyer                | Audi TDI 3.7 L Turbo V6 (Hybrid Diesel) | M    | 194 | 6:00:39,594        |
| 2.       | LMP1      | 7  | Toyota Racing           | Alexander Wurz Nakadzsima Kazuki Nicolas Lapierre            | Toyota TS030 Hybrid                     | M    | 194 | +55,675            |
| 2.       | LMP1      | 7  | Toyota Racing           | Alexander Wurz Nakadzsima Kazuki Nicolas Lapierre            | Toyota 3.4 L V8 (Hybrid)                | M    | 194 | +55,675            |
| 3.       | LMP1      | 2  | Audi Sport Team Joest   | Allan McNish Tom Kristensen                                  | Audi R18 ultra                          | M    | 194 | +1:14,427          |
| 3.       | LMP1      | 2  | Audi Sport Team Joest   | Allan McNish Tom Kristensen                                  | Audi TDI 3.7 L Turbo V6 (Diesel)        | M    | 194 | +1:14,427          |
| 4.       | LMP1      | 13 | Rebellion Racing        | Andrea Belicchi Harold Primat                                | Lola B12/60                             | M    | 189 | +5 kör             |
| 4.       | LMP1      | 13 | Rebellion Racing        | Andrea Belicchi Harold Primat                                | Toyota RV8KLM 3.4 L V8                  | M    | 189 | +5 kör             |
| 5.       | LMP1      | 21 | Strakka Racing          | Nick Leventis Jonny Kane Danny Watts                         | HPD ARX-03a                             | M    | 189 | +5 kör             |
| 5.       | LMP1      | 21 | Strakka Racing          | Nick Leventis Jonny Kane Danny Watts                         | Honda LM-V8 3.4 L V8                    | M    | 189 | +5 kör             |
| 6.       | LMP1      | 12 | Rebellion Racing        | Nicolas Prost Neel Jani                                      | Lola B12/60                             | M    | 189 | +5 kör             |
| 6.       | LMP1      | 12 | Rebellion Racing        | Nicolas Prost Neel Jani                                      | Toyota RV8KLM 3.4 L V8                  | M    | 189 | +5 kör             |
| 7.       | LMP1      | 22 | JRM                     | Peter Dumbreck David Brabham Karun Chandhok                  | HPD ARX-03a                             | M    | 187 | +7 kör             |
| 7.       | LMP1      | 22 | JRM                     | Peter Dumbreck David Brabham Karun Chandhok                  | Honda LM-V8 3.4 L V8                    | M    | 187 | +7 kör             |
| 8.       | LMP2      | 25 | ADR-Delta               | John Martin Tor Graves Jan Charouz                           | Oreca 03                                | D    | 183 | +11 kör            |
| 8.       | LMP2      | 25 | ADR-Delta               | John Martin Tor Graves Jan Charouz                           | Nissan VK45DE 4.5 L V8                  | D    | 183 | +11 kör            |
| 9.       | LMP2      | 44 | Starworks Motorsport    | Ryan Dalziel Enzo Potolicchio Stéphane Sarrazin              | HPD ARX-03b                             | D    | 183 | +11 kör            |
| 9.       | LMP2      | 44 | Starworks Motorsport    | Ryan Dalziel Enzo Potolicchio Stéphane Sarrazin              | Honda HR28TT 2.8 L Turbo V6             | D    | 183 | +11 kör            |
| 10.      | LMP2      | 26 | Signatech-Nissan        | Pierre Ragues Nelson Panciatici Roman Ruszinov               | Oreca 03                                | D    | 183 | +11 kör            |
| 10.      | LMP2      | 26 | Signatech-Nissan        | Pierre Ragues Nelson Panciatici Roman Ruszinov               | Nissan VK45DE 4.5 L V8                  | D    | 183 | +11 kör            |
| 11.      | LMP2      | 49 | Pecom Racing            | Luís Pérez Companc Soheil Ayari Pierre Kaffer                | Oreca 03                                | D    | 182 | +12 kör            |
| 11.      | LMP2      | 49 | Pecom Racing            | Luís Pérez Companc Soheil Ayari Pierre Kaffer                | Nissan VK45DE 4.5 L V8                  | D    | 182 | +12 kör            |
| 12.      | LMP2      | 42 | Greaves Motorsport      | Martin Brundle Alex Brundle Lucas Ordóñez                    | Zytek Z11SN                             | D    | 182 | +12 kör            |
| 12.      | LMP2      | 42 | Greaves Motorsport      | Martin Brundle Alex Brundle Lucas Ordóñez                    | Nissan VK45DE 4.5 L V8                  | D    | 182 | +12 kör            |
| 13.      | LMP2      | 24 | OAK Racing              | Jacques Nicolet Olivier Pla Matthieu Lahaye                  | Morgan LMP2                             | D    | 182 | +12 kör            |
| 13.      | LMP2      | 24 | OAK Racing              | Jacques Nicolet Olivier Pla Matthieu Lahaye                  | Nissan VK45DE 4.5 L V8                  | D    | 182 | +12 kör            |
| 14.      | LMP2      | 38 | Jota                    | Simon Dolan Sam Hancock Nicolas Minassian                    | Zytek Z11SN                             | D    | 182 | +12 kör            |
| 14.      | LMP2      | 38 | Jota                    | Simon Dolan Sam Hancock Nicolas Minassian                    | Nissan VK45DE 4.5 L V8                  | D    | 182 | +12 kör            |
| 15.      | LMP2      | 30 | Status GP               | Alexander Sims Maxime Jousse Julien Jousse                   | Lola B12/80                             | D    | 181 | +13 kör            |
| 15.      | LMP2      | 30 | Status GP               | Alexander Sims Maxime Jousse Julien Jousse                   | Judd HK 3.6 L V8                        | D    | 181 | +13 kör            |
| 16.      | LMP2      | 48 | Murphy Prototypes       | Warren Hughes Jody Firth Brendon Hartley                     | Oreca 03                                | D    | 180 | +14 kör            |
| 16.      | LMP2      | 48 | Murphy Prototypes       | Warren Hughes Jody Firth Brendon Hartley                     | Nissan VK45DE 4.5 L V8                  | D    | 180 | +14 kör            |
| 17.      | LMP2      | 35 | OAK Racing              | Bertrand Baguette Dominik Kraihamer David Heinemeier Hansson | Morgan LMP2                             | D    | 176 | +18 kör            |
| 17.      | LMP2      | 35 | OAK Racing              | Bertrand Baguette Dominik Kraihamer David Heinemeier Hansson | Nissan VK45DE 4.5 L V8                  | D    | 176 | +18 kör            |
| 18.      | LMP2      | 29 | Gulf Racing Middle East | Fabien Giroix Ihara Keiko Jean-Denis Délétraz                | Lola B12/80                             | D    | 176 | +18 kör            |
| 18.      | LMP2      | 29 | Gulf Racing Middle East | Fabien Giroix Ihara Keiko Jean-Denis Délétraz                | Nissan VK45DE 4.5 L V8                  | D    | 176 | +18 kör            |
| 19.      | LMP2      | 31 | Lotus                   | Thomas Holzer Mirco Schultis Christijan Albers               | Lola B12/80                             | D    | 174 | +20 kör            |
| 19.      | LMP2      | 31 | Lotus                   | Thomas Holzer Mirco Schultis Christijan Albers               | Lotus 3.6 L V8                          | D    | 174 | +20 kör            |
| 20.      | LMP2      | 41 | Greaves Motorsport      | Christian Zugel Ricardo González Elton Julian                | Zytek Z11SN                             | D    | 173 | +21 kör            |
| 20.      | LMP2      | 41 | Greaves Motorsport      | Christian Zugel Ricardo González Elton Julian                | Nissan VK45DE 4.5 L V8                  | D    | 173 | +21 kör            |
| 21.      | LMGTE Pro | 51 | AF Corse                | Giancarlo Fisichella Gianmaria Bruni                         | Ferrari 458 Italia GT2                  | M    | 171 | +23 kör            |
| 21.      | LMGTE Pro | 51 | AF Corse                | Giancarlo Fisichella Gianmaria Bruni                         | Ferrari 4.5 L V8                        | M    | 171 | +23 kör            |
| 22.      | LMGTE Pro | 66 | JMW Motorsport          | James Walker Jonny Cocker                                    | Ferrari 458 Italia GT2                  | D    | 169 | +25 kör            |
| 22.      | LMGTE Pro | 66 | JMW Motorsport          | James Walker Jonny Cocker                                    | Ferrari 4.5 L V8                        | D    | 169 | +25 kör            |
| 23.      | LMGTE Pro | 97 | Aston Martin Racing     | Stefan Mücke Adrián Fernández Darren Turner                  | Aston Martin Vantage GTE                | M    | 169 | +25 kör            |
| 23.      | LMGTE Pro | 97 | Aston Martin Racing     | Stefan Mücke Adrián Fernández Darren Turner                  | Aston Martin 4.5 L V8                   | M    | 169 | +25 kör            |
| 24.      | LMGTE Am  | 61 | AF Corse-Waltrip        | Piergiuseppe Perazzini Marco Cioci Matt Griffin              | Ferrari 458 Italia GT2                  | M    | 166 | +28 kör            |
| 24.      | LMGTE Am  | 61 | AF Corse-Waltrip        | Piergiuseppe Perazzini Marco Cioci Matt Griffin              | Ferrari 4.5 L V8                        | M    | 166 | +28 kör            |
| 25.      | LMGTE Am  | 88 | Team Felbermayr-Proton  | Christian Ried Gianluca Roda Paolo Ruberti                   | Porsche 997 GT3-RSR                     | M    | 166 | +28 kör            |
| 25.      | LMGTE Am  | 88 | Team Felbermayr-Proton  | Christian Ried Gianluca Roda Paolo Ruberti                   | Porsche 4.0 L Flat-6                    | M    | 166 | +28 kör            |
| 26.      | LMGTE Am  | 57 | Krohn Racing            | Tracy Krohn Niclas Jonsson Michele Rugolo                    | Ferrari 458 Italia GT2                  | M    | 165 | +29 kör            |
| 26.      | LMGTE Am  | 57 | Krohn Racing            | Tracy Krohn Niclas Jonsson Michele Rugolo                    | Ferrari 4.5 L V8                        | M    | 165 | +29 kör            |
| 27.      | LMGTE Pro | 77 | Team Felbermayr-Proton  | Marc Lieb Richard Lietz                                      | Porsche 997 GT3-RSR                     | M    | 164 | +30 kör            |
| 27.      | LMGTE Pro | 77 | Team Felbermayr-Proton  | Marc Lieb Richard Lietz                                      | Porsche 4.0 L Flat-6                    | M    | 164 | +30 kör            |
| 28.      | LMGTE Am  | 98 | Aston Martin Racing     | Roald Goethe Stuart Hall                                     | Aston Martin Vantage GTE                | M    | 163 | +31 kör            |
| 28.      | LMGTE Am  | 98 | Aston Martin Racing     | Roald Goethe Stuart Hall                                     | Aston Martin 4.5 L V8                   | M    | 163 | +31 kör            |
| 29.      | LMGTE Am  | 70 | Larbre Compétition      | Pascal Gibon Christophe Bourret Jean-Philippe Belloc         | Chevrolet Corvette C6.R                 | M    | 162 | +32 kör            |
| 29.      | LMGTE Am  | 70 | Larbre Compétition      | Pascal Gibon Christophe Bourret Jean-Philippe Belloc         | Chevrolet 5.5 L V8                      | M    | 162 | +32 kör            |
| 30.      | LMGTE Am  | 55 | JWA-Avila               | Paul Daniels Joël Camathias Markus Palttala                  | Porsche 997 GT3-RSR                     | P    | 161 | +33 kör            |
| 30.      | LMGTE Am  | 55 | JWA-Avila               | Paul Daniels Joël Camathias Markus Palttala                  | Porsche 4.0 L Flat-6                    | P    | 161 | +33 kör            |
| Ki       | LMGTE Pro | 71 | AF Corse                | Andrea Bertolini Olivier Beretta                             | Ferrari 458 Italia GT2                  | M    | 168 |                    |
| Ki       | LMGTE Pro | 71 | AF Corse                | Andrea Bertolini Olivier Beretta                             | Ferrari 4.5 L V8                        | M    | 168 |                    |
| Ki       | LMGTE Am  | 99 | Aston Martin Racing     | Jonathan Adam Andrew Howard Paul White                       | Aston Martin Vantage GTE                | M    | 157 |                    |
| Ki       | LMGTE Am  | 99 | Aston Martin Racing     | Jonathan Adam Andrew Howard Paul White                       | Aston Martin 4.5 L V8                   | M    | 157 |                    |
| Ki       | LMP2      | 23 | Signatech-Nissan        | Franck Mailleux Jordan Tresson Olivier Lombard               | Oreca 03                                | D    | 135 |                    |
| Ki       | LMP2      | 23 | Signatech-Nissan        | Franck Mailleux Jordan Tresson Olivier Lombard               | Nissan VK45DE 4.5 L V8                  | D    | 135 |                    |
| Ki       | LMP2      | 32 | Lotus                   | Kevin Weeda Vitantonio Liuzzi James Rossiter                 | Lola B12/80                             | D    | 26  |                    |
| Ki       | LMP2      | 32 | Lotus                   | Kevin Weeda Vitantonio Liuzzi James Rossiter                 | Lotus 3.6 L V8                          | D    | 26  |                    |
| Kiz[b]   | LMGTE Am  | 50 | Larbre Compétition      | Patrick Bornhauser Julien Canal Fernando Rees                | Chevrolet Corvette C6.R                 | M    | –   | kizárva            |
| Kiz[b]   | LMGTE Am  | 50 | Larbre Compétition      | Patrick Bornhauser Julien Canal Fernando Rees                | Chevrolet 5.5 L V8                      | M    | –   | kizárva            |

Megjegyzés:
- ↑ b:  A #50-es Larbre Compétition egységét kizárták, amiért az autójuk nem felelt meg a biztonsági előírásoknak.[5]

## A világbajnokság állása a versenyt követően
LMP1 versenyzők (Teljes táblázat)
| H  | Versenyzők                                    | Pont | H  | Konstruktőrök | Pont |
| -- | --------------------------------------------- | ---- | -- | ------------- | ---- |
| 1. | André Lotterer Marcel Fässler Benoît Tréluyer | 96,5 | 1. | Audi          | 129  |
| 2. | Allan McNish Tom Kristensen                   | 92   | 2. | Toyota        | 18   |
| 3. | Rinaldo Capello                               | 77   | 3. | '             |      |
| 4. | Romain Dumas Loïc Duval                       | 67   |    |               |      |
| 5. | Nicolas Prost Neel Jani                       | 50,5 |    |               |      |

GT (Teljes táblázat)
| H  | Konstruktőrök      | Pont |
| -- | ------------------ | ---- |
| 1. | Ferrari            | 197  |
| 2. | Porsche            | 102  |
| 3. | Chevrolet Corvette | 84   |

LMP1-kupa (Teljes táblázat)
| H  | Konstruktőrök    | Pont |
| -- | ---------------- | ---- |
| 1. | Rebellion Racing | 112  |
| 2. | Strakka Racing   | 75   |
| 3. | JRM              | 75   |
| 4. | Pescarolo Team   | 25   |
| 5. | OAK Racing       | 8    |

LMP2 (Teljes táblázat)
| H  | Konstruktőrök         | Pont |
| -- | --------------------- | ---- |
| 1. | Starworks Motorsports | 98   |
| 2. | ADR-Delta             | 86   |
| 3. | PeCom Racing          | 74   |
| 4. | Greaves Motorsport    | 63   |
| 5. | OAK Racing            | 43   |

LMGTE Pro (Teljes táblázat)
| H  | Konstruktőrök          | Pont |
| -- | ---------------------- | ---- |
| 1. | AF Corse               | 118  |
| 2. | Aston Martin Racing    | 63   |
| 3. | Team Felbermayr-Proton | 59   |
| 4. | Luxury Racing          | 53   |

LMGTE Am (Teljes táblázat)
| H  | Konstruktőrök          | Pont |
| -- | ---------------------- | ---- |
| 1. | Larbre Competition     | 98   |
| 2. | Krohn Racing           | 71   |
| 3. | Team Felbermayr-Proton | 69   |
| 4. | AF Corse-Waltrip       | 61   |
| 5. | JWA-Avila              | 50   |